# Clavelgut

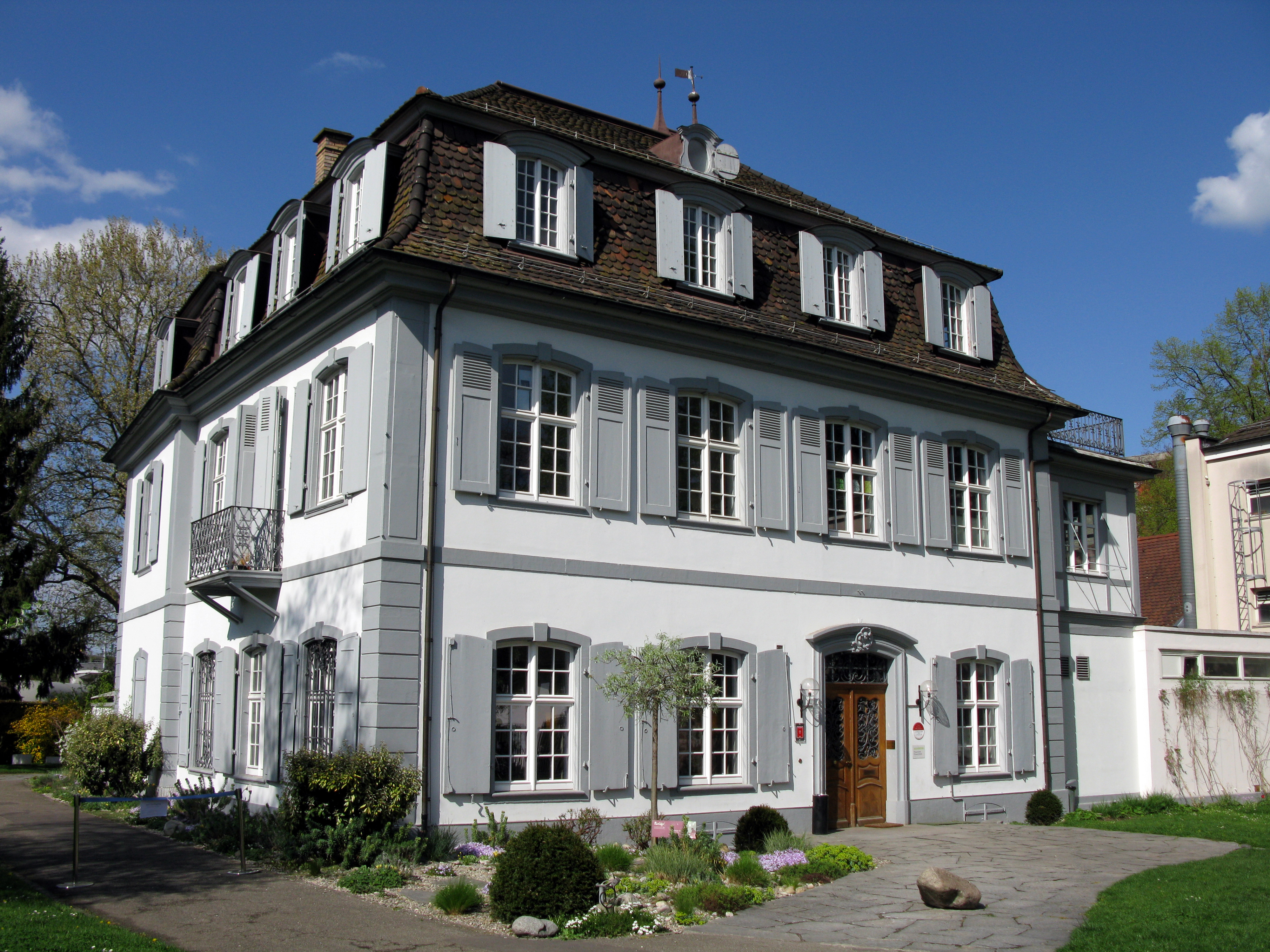
Das Clavelgut

Das Clavelgut ist ein ehemaliger Landsitz in Kleinhüningen.
Es wurde im 18. Jahrhundert erbaut und wechselte fünfmal den Besitzer, bevor es 1860 der selbständige Seidenbandfärber Alexander Clavel-Lindenmeier übernahm. Dieser eröffnete 1868 eine Anilinfabrik auf dem späteren Gelände der Chemieindustrie der Stadt Basel. Während die Farbstofffabrik 1873 an die Firma Bindschelder & Busch verkauft wurde und daraus später das Chemieunternehmen Ciba entstand, ging die Seidenfärberei an seinen Sohn Alexander Clavel-Merian über. Dieser war um die Jahrhundertwende ein wichtiger Arbeitgeber. Unter ihm wurde auch eine ausgedehnte Parkanlage angebaut, in der sich wilde Tiere aufhielten und kleine Jagden veranstaltet wurden. In der Anlage befanden sich zwei Weiher, von denen einer zu einem Schwimmbecken wurde. Die „Hiltalingerstrasse“ genannte Hauptstrasse, an der sich damals auch der Sportplatz Clavelgut befand, führte unmittelbar am Clavelgut vorbei, bis sie, bedingt durch den Bau des Hafenbeckens II von 1936 bis 1939, verlegt wurde.
1943 kaufte die heute nicht mehr existierende Schweizerische Reederei AG das Haus und nutzte es für Rheinschiffer und vor allem für angehende Rheinschiffer. Heute gehört die Liegenschaft, die das Restaurant Schifferhaus beherbergt, dem Kanton Basel-Stadt. Seit 2000 steht nebenan das Fischerhaus Bürgin.